# Canción del Frente Unido
«Einheitsfrontlie» (en español, «Canción del Frente Unido») es una de las canciones más famosas del movimiento obrero alemán. Fue escrita por Bertolt Brecht y compuesta por Hanns Eisler. La interpretación más conocida fue la de Ernst Busch.

## Historia
Después de la llegada de Adolf Hitler al poder en enero de 1933, la situación de los movimientos de izquierda en Alemania se deterioró drásticamente. El antagonismo entre el Partido Socialdemócrata y el Partido Comunista dividió durante mucho tiempo a la izquierda alemana. Después de que los nazis prohibieran ambos partidos de izquierda y prohibiera también los sindicatos sindicatos en el verano de 1933, muchas personas, incluido Bertolt Brecht, creyeron que sólo un frente unido de socialdemócratas y comunistas podía luchar contra los nazis. En 1934, a petición de su colega director de teatro Erwin Piscator, Brecht escribió "Einheitsfrontlied", llamando a todos los trabajadores a unirse al Arbeitereinheitsfront, el Frente Unido de los Trabajadores. La canción fue interpretada al año siguiente en la Primera Olimpiada Internacional de Música Obrera celebrada en Estrasburgo por un coro de 3.000 trabajadores. Su primer disco fue impreso en 1937, durante la Guerra Civil Española, interpretado por el actor y cantante comunista Ernst Busch.  Posteriormente se publicó en la colección Svendborger Gedichte de Brecht de 1939.

## Composición
Hanns Eisler, quien más tarde compondría el himno nacional de Alemania del Este "Auferstanden aus Ruinen", mantuvo intencionalmente la composición de "Einheitsfrontlied" simple y fácil de seguir, para que pudiera ser cantada por trabajadores sin mucha formación musical.  De este modo, la canción se parece bastante a una marcha. En 1948, Eisler escribió una versión sinfónica, que también fue cantada por Ernst Busch y grabada para su Aurora-Projekt.

## Versiones
Ton Steine Scherben hizo una versión de la canción en su álbum de 1971 Warum geht es mir so dreckig? (en español: ¿Por qué me siento tan sucio?). Hannes Wader grabó la canción en su álbum de 1977.

## Letra
| «Letra en alemán» Und weil der Mensch ein Mensch ist, drum braucht er was zum Essen, bitte sehr! Es macht ihn ein Geschwätz nicht satt, das schafft kein Essen her. Refrain: Drum links, zwei, drei! Drum links, zwei, drei! Wo dein Platz, Genosse ist! Reih dich ein, in die Arbeitereinheitsfront, weil du auch ein Arbeiter bist. Und weil der Mensch ein Mensch ist, drum braucht er auch Kleider und Schuh! Es macht ihn ein Geschwätz nicht warm und auch kein Trommeln dazu! Refrain Und weil der Mensch ein Mensch ist, drum hat er Stiefel im Gesicht nicht gern! Er will unter sich keinen Sklaven sehn und über sich keinen Herrn. Refrain Und weil der Prolet ein Prolet ist, drum wird ihn kein anderer befrein. Es kann die Befreiung der Arbeiter nur das Werk der Arbeiter sein. Refrain | «Letra en español» Y como ser humano El hombre lo que quiere es su pan. Las habladurías le bastan ya, porque éstas nada le dan. Estribillo: Pues: un, dos, tres. ¡Compañero, en tu lugar! porque eres del pueblo, afíliate ya, En el Frente Popular. Y sólo porque es humano, no le gusta que le apunten con una pistola a la cabeza, no quiere sirvientes bajo su mando ni jefes sobre su cabeza. Estribillo Y como el hombre es humano, ¡Él también necesita ropa y zapatos! Ninguna charla lo calentará. ¡Y nada de tambores tampoco! Estribillo Y como el proletario es proletario, nadie más le puede liberar lo único que pueden liberar a los trabajadores es el trabajo de los trabajadores Estribillo | Versión en Español usada en la guerra civil ¡En pie, esclavos del mundo, dispuestos al fascismo aniquilar! Nuestro ejemplo fecundo es la lucha en pro de la paz. ¡Lucha, lucha con grandeza por la solidaridad! Reforzando las filas con ilusión en el Frente Popular. Será España la antorcha que al mundo proletario alumbrará, y en esas llamas rojas el fascismo se abrasará. ¡Lucha, lucha con grandeza por la solidaridad! Reforzando las filas con ilusión en el Frente Popular. | Versión usada en la guerra civil en español, catalán, inglés y francés Y como ser humano, el hombre lo que quiere es su pan. Las habladurías le bastan ya, porque éstas nada le dan. Pues: un, dos, tres. ¡Compañero, en tu lugar!, porque eres del pueblo afíliate ya en el Frente Popular. And just because he's human, he doesn't like a pistol to his head, he wants no servants under him and no boss over his head. So left, two, three! So, left, two, three! to the work that we must do. March on in the workers united front for you are a worker, too. Tu es un ouvrier-oui! Viens avec nous, ami, n'ai pas peur! Nous allons vers la grande union de tous les vrais travailleurs! Marchons au pas, marchons au pas, Camarades, vers notre front! Range-toi dans le front de tous les ouvriers avec tous tes frères étrangers. Si tens gana no ho dubtis, vine amb nosaltres, amic, sense por; cansat de paraules, el que vols és pa, anem cap a la gran unió. Doncs: un, dos, tres. I un, dos, tres. Cap al front, marxem obrers, a lluitar tots junts per un futur millor amb els companys estrangers, amb els companys estrangers. |

## Música
Partitura